# Madam C. J. Walker

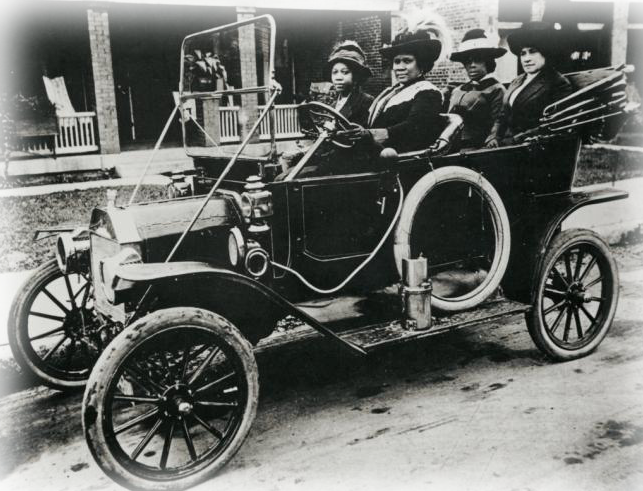
Madam Walker e várias amigas em seu automóvel

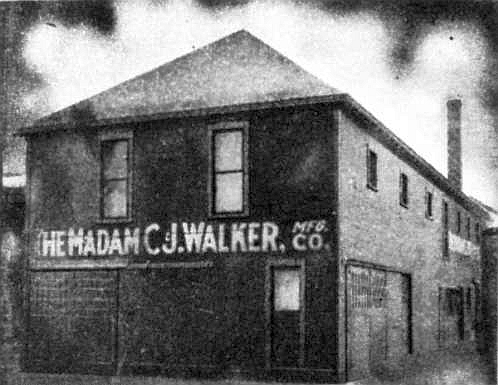
C. J. Walker Manufacturing Company, Indianapolis, Indiana, 1911

Madam C. J. Walker (nascida Sarah Breedlove; 23 de dezembro de 1867 – 25 de maio de 1919) foi uma empreendedora americana, filantropa e ativista política e social. Ela é registrada como a primeira mulher que se tornou milionária nos Estados Unidos no Guinness Book of World Records. Várias fontes mencionam que, embora outras mulheres possam ter se tornado milionárias antes de Walker, a riqueza delas não é tão bem documentada quanto a dela.
Walker fez sua fortuna desenvolvendo e comercializando uma linha de cosméticos e produtos para cabelos para mulheres negras através do negócio que ela fundou, Madam C. J. Walker Manufacturing Company. Ela ficou conhecida também por sua filantropia e ativismo. Ela fez doações financeiras para inúmeras organizações e tornou-se patrona das artes. Villa Lewaro, a luxuosa propriedade de Walker em Irvington, Nova Iorque, serviu como local de encontro social para a comunidade afro-americana. Na época de sua morte, ela era considerada a empresária afro-americana mais rica e a mulher negra mais rica e autodefesa da América.
Seu nome veio como resultado de seu terceiro marido, Charles Joseph Walker, que morreu em 1926.

## Início da vida
Breedlove nasceu em 23 de dezembro de 1867, perto de Delta, Luisiana, filha de Owen e Minerva (nascida Anderson) Breedlove. Sarah era uma das seis crianças, que incluía uma irmã mais velha, Louvenia, e quatro irmãos: Alexander, James, Solomon e Owen Jr. Os pais de Breedlove e seus irmãos mais velhos foram escravizados por Robert W. Burney em sua Plantação da Paróquia de Madison. Sarah foi a primeira filha de sua família nascida em liberdade após a assinatura da Proclamação de Emancipação. Sua mãe morreu em 1872, provavelmente por cólera (uma epidemia viajou com passageiros de rios pelo Mississippi, chegando ao Tennessee e áreas afins em 1873). O pai dela se casou novamente, mas ele morreu um ano depois.
Órfã aos sete anos, Sarah mudou-se para Vicksburg, Mississippi, aos 10 anos, onde morou com sua irmã mais velha, Louvenia, e o cunhado Jesse Powell. Sarah começou a trabalhar ainda criança como empregada doméstica. “Tive pouca ou nenhuma oportunidade quando comecei na vida, tendo ficado órfã e sem mãe ou pai desde os sete anos de idade”, conta ela com frequência. Ela também contou que tinha apenas três meses de educação formal, que aprendeu durante as aulas de alfabetização na escola dominical na igreja que frequentou durante seus primeiros anos.

## Casamento e família
Em 1882, aos 14 anos, Sarah casou-se com Moses McWilliams, para escapar dos abusos de seu cunhado, Jesse Powell. Sarah e Moses tiveram uma filha, A'Lelia Walker, nascida em 6 de junho de 1885. Quando Moses morreu em 1887, Sarah tinha vinte anos e A'Lelia tinha dois anos. Sarah se casou em 1894, mas deixou seu segundo marido, John Davis, por volta de 1903. Ela se mudou para Denver, Colorado, em 1905, uma das primeiras migrantes do sul para o oeste. 
Em janeiro de 1906, Sarah casou-se com Charles Joseph Walker, um vendedor de publicidade de jornais que ela conhecera em St. Louis, Missouri. Através deste casamento, ela ficou conhecida como Madam C. J. Walker. O casal se divorciou em 1912; Charles morreu em 1926. A'Lelia McWilliams adotou o sobrenome de seu padrasto e ficou conhecida como A'Lelia Walker.

## Carreira
Em 1888, Sarah McWilliams e sua filha se mudaram para St. Louis, Missouri, onde três de seus irmãos moravam. Sarah encontrou trabalho como lavadeira, ganhando pouco mais de um dólar por dia. Ela estava determinada a ganhar dinheiro suficiente para fornecer à filha uma educação formal.
Durante a década de 1880, ela viveu em uma comunidade onde a música Ragtime foi desenvolvida; ela cantou na Igreja Episcopal Metodista Africana de São Paulo e começou a ansiar por uma vida educada enquanto observava a comunidade de mulheres em sua igreja.
Como era comum entre as mulheres negras de sua época, Sarah sofreu caspa severa e outras doenças do couro cabeludo, incluindo calvície, devido a distúrbios da pele e à aplicação de produtos agressivos, como lixívia, que foram incluídos nos sabonetes para limpar os cabelos e lavar as roupas. Outros fatores que contribuíram para a perda de cabelo incluem dieta pobre, doenças e banhos e lavagens de cabelo pouco frequentes durante um período em que a maioria dos americanos não possuía encanamento interno, aquecimento central e eletricidade.

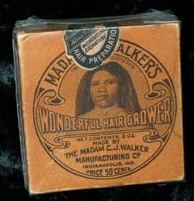
Madam C. J. Walker's Wonderful Hair Grower, na coleção permanente do Museu Infantil de Indianapolis.

Inicialmente, Sarah aprendeu sobre cuidados com os cabelos com seus irmãos, que eram barbeiros em St. Louis. Na época da Louisiana Purchase Exposition (Feira Mundial de St. Louis em 1904), ela tornou-se agente de comissão de venda de produtos para Annie Malone, uma empresária afro-americana em cuidados com os cabelos, milionária e proprietária da Poro Company. As vendas da exposição foram uma decepção, pois a comunidade afro-americana foi amplamente ignorada. Enquanto trabalhava para Malone, que mais tarde se tornaria o maior rival de Walker na indústria de cuidados com os cabelos, Sarah começou a adquirir novos conhecimentos e a desenvolver sua própria linha de produtos.
Em julho de 1905, quando tinha 37 anos, Sarah e sua filha se mudaram para Denver, Colorado, onde continuou a vender produtos para Malone e a desenvolver seu próprio negócio de cuidados com os cabelos. Uma controvérsia se desenvolveu entre Annie Malone e Sarah porque Malone acusou Sarah de roubar sua fórmula. A mistura de vaselina e enxofre que eles usavam estava em uso havia cem anos.
Após seu casamento com Charles Walker, em 1906, Sarah ficou conhecida como Madam C. J. Walker. Ela se comercializou como uma cabeleireira independente e varejista de cremes cosméticos. ("Madam" foi adotada por mulheres pioneiras na indústria da beleza francesa.) Seu marido, que também era seu parceiro de negócios, prestou consultoria em publicidade e promoção; Sarah vendeu seus produtos de porta em porta, ensinando outras mulheres negras a cuidar e pentear seus cabelos. Em 1906, Walker colocou a filha no comando da operação de pedidos por correio em Denver, enquanto ela e o marido viajavam pelo sul e leste dos Estados Unidos para expandir os negócios. Em 1908, Walker e seu marido se mudaram para Pittsburgh, Pensilvânia, onde eles abriram um salão de beleza e fundaram o Lelia College para treinar "culturistas de cabelos". Como defensora da independência econômica das mulheres negras, ela abriu programas de treinamento no "Sistema Walker" para sua rede nacional de agentes de vendas licenciados que receberam comissão saudável (Michaels, PhD. 2015).
Depois que Walker fechou os negócios em Denver em 1907, A'lelia executou as operações diárias de Pittsburgh. Em 1910, Walker estabeleceu uma nova base em Indianápolis. A'lelia também convenceu sua mãe a estabelecer um escritório e salão de beleza no crescente bairro de Harlem, em Nova Iorque, em 1913; tornou-se um centro da cultura afro-americana.
Em 1910, Walker mudou seus negócios para Indianápolis, onde estabeleceu a sede da Madam C. J. Walker Manufacturing Company. Inicialmente, ela comprou uma casa e uma fábrica na 640 North West Street. Mais tarde, Walker construiu uma fábrica, um salão de cabeleireiro e uma escola de beleza para treinar seus agentes de vendas e adicionou um laboratório para ajudar na pesquisa. Ela também reuniu uma equipe competente que incluía Freeman Ransom, Robert Lee Brokenburr, Alice Kelly e Marjorie Joyner, entre outros, para ajudar no gerenciamento da empresa em crescimento. Muitos dos funcionários de sua empresa, incluindo aqueles em cargos importantes de gerência e de equipe, eram mulheres.
Para aumentar a força de vendas de sua empresa, Walker treinou outras mulheres para se tornarem "culturistas de beleza" usando o "Sistema Walker", seu método de preparação que foi projetado para promover o crescimento do cabelo e condicionar o couro cabeludo através do uso de seus produtos. O sistema de Walker incluía um xampu, uma pomada indicada para ajudar o cabelo a crescer, escovação extenuante e aplicação de pentes de ferro no cabelo. Este método alegou tornar os cabelos sem brilho e quebradiços macios e luxuosos. A linha de produtos da Walker tinha vários concorrentes. Produtos similares foram produzidos na Europa e fabricados por outras empresas nos Estados Unidos, incluindo seus principais rivais, o Sistema Poro de Annie Turnbo Malone, do qual ela derivou sua fórmula original e, mais tarde, o Sistema Apex de Sarah Spencer Washington.
Entre 1911 e 1919, durante o auge de sua carreira, Walker e sua empresa empregaram milhares de mulheres como agentes de vendas de seus produtos. Em 1917, a empresa alegou ter treinado quase 20 000 mulheres. Vestindo um uniforme característico de camisas brancas e saias pretas e carregando sacolas pretas, eles visitaram casas nos Estados Unidos e no Caribe oferecendo pomada para cabelos de Walker e outros produtos embalados em recipientes de estanho com sua imagem. Walker entendeu o poder da publicidade e do reconhecimento da marca. A publicidade pesada, principalmente nos jornais e revistas afro-americanos, além das frequentes viagens de Walker para promover seus produtos, ajudou a tornar Walker e seus produtos bem conhecidos nos Estados Unidos.
O nome de Walker ficou ainda mais conhecido na década de 1920, após sua morte, quando o mercado de negócios de sua empresa se expandiu além dos Estados Unidos para Cuba, Jamaica, Haiti, Panamá e Costa Rica.
Walker possuía vários carros, incluindo um Ford Modelo T e um Waverly, um carro elétrico fabricado em Indianápolis, não muito longe de sua casa. Ela tinha um motorista em período integral, mas preferia dirigir o Waverly para excursões pessoais. Eles eram comercializados para mulheres - especialmente mulheres ricas, como uma alternativa mais elegante a automóveis mais barulhentos a gasolina.
Além de treinar vendas e cuidados pessoais, Walker mostrou a outras mulheres negras como fazer um orçamento, construir seus próprios negócios e incentivá-las a se tornarem financeiramente independentes. Em 1917, inspirada no modelo da Associação Nacional de Mulheres de Cor, Walker começou a organizar seus agentes de vendas em clubes estaduais e locais. O resultado foi o estabelecimento da Associação Nacional de Culturistas de Beleza e Benevolente dos Agentes Madam C. J. Walker (antecessora da União dos Culturistas Madam C. J. Walker da América). Sua primeira conferência anual foi realizada na Filadélfia durante o verão de 1917, com 200 participantes. Acredita-se que a conferência tenha sido uma das primeiras reuniões nacionais de mulheres empresárias a discutir negócios e comércio. Durante a convenção, Walker deu prêmios a mulheres que haviam vendido mais produtos e trazido os mais novos agentes de vendas. Ela também recompensou aqueles que fizeram as maiores contribuições para instituições de caridade em suas comunidades.

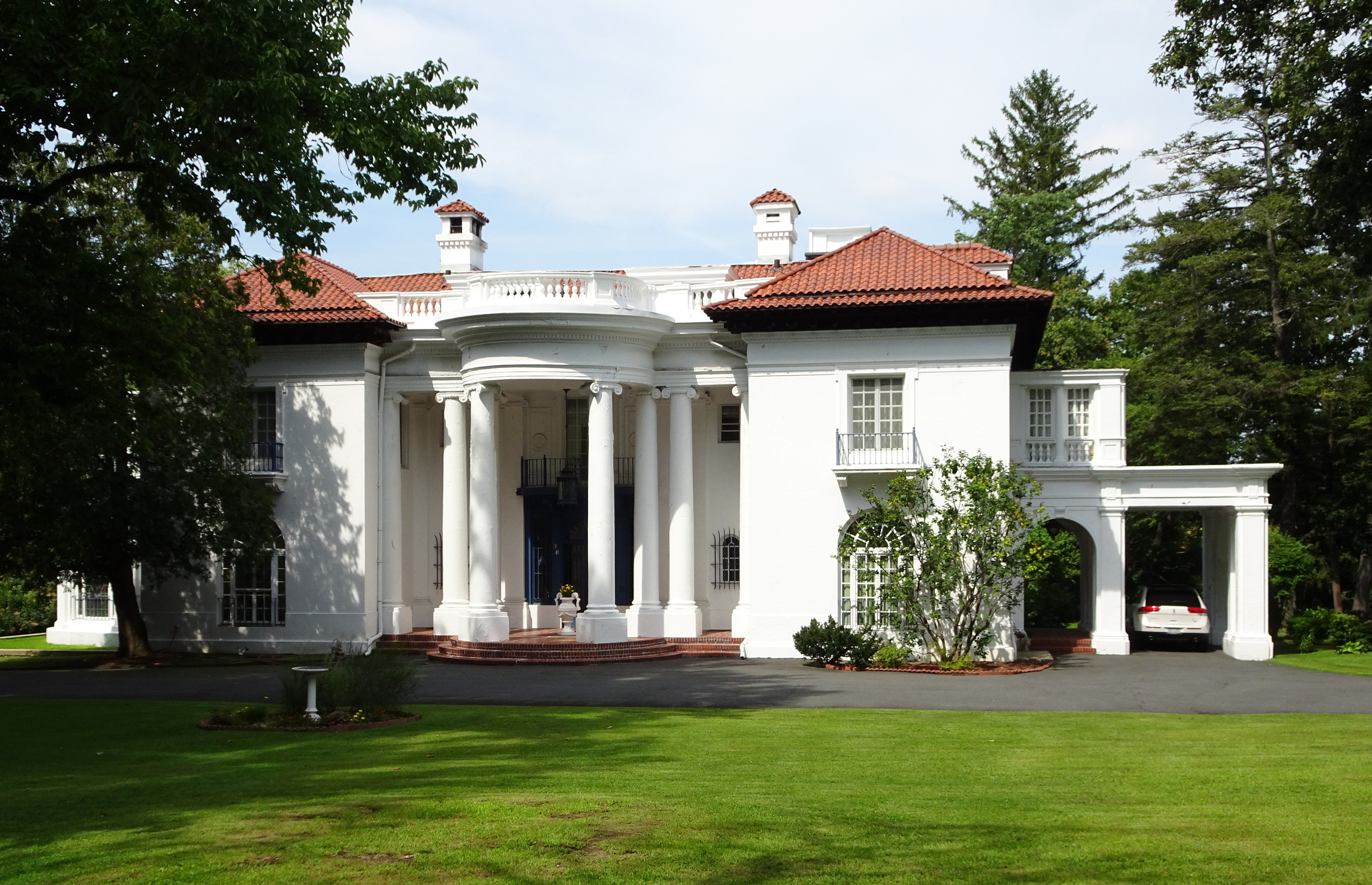
Casa em Irvington.

## Ativismo e filantropia
À medida que a riqueza e a notoriedade de Walker aumentavam, ela se tornou mais vocal sobre suas opiniões. Em 1912, Walker se dirigiu a uma reunião anual da Liga Nacional de Negócios Negros (NNBL) do centro de convenções, onde declarou: "Sou uma mulher que veio dos campos de algodão do Sul. De lá fui promovida à banheira. De lá, fui promovida à cozinha de cozinheiro. E, a partir daí, fui promovida ao ramo de fabricação de produtos para cabelos e preparações. Construí minha própria fábrica no meu próprio terreno ". No ano seguinte, ela se dirigiu aos participantes do pódio como oradora principal.
Ela ajudou a levantar fundos para estabelecer uma filial da YMCA na comunidade negra de Indianápolis, comprometendo US$ 1 000 ao fundo de construção da YMCA da Avenida do Senado. Walker também contribuiu com fundos de bolsas para o Instituto de Tuskegee. Outros beneficiários incluem a Casa Flanner de Indianápolis e a Igreja Episcopal Metodista Africana de Bethel; A escola industrial e educacional de Mary McLeod Bethune para meninas negras (que mais tarde se tornou a Universidade de Bethune–Cookman) em Daytona Beach, Flórida; o Instituto Memorial Palmer, na Carolina do Norte; e o Instituto Industrial e Normal Haines, na Geórgia. Walker também foi uma patrona das artes.
Por volta de 1913, a filha de Walker, A'Lelia, mudou-se para uma nova casa no Harlem e, em 1916, Walker se juntou a ela em Nova Iorque, deixando o dia-a-dia da empresa para a equipe de gerenciamento em Indianápolis. Em 1917, Walker contratou Vertner Tandy, o primeiro arquiteto negro licenciado na cidade de Nova Iorque e membro fundador da fraternidade Alpha Phi Alpha, para projetar sua casa em Irvington-on-Hudson, Nova Iorque. Walker pretendia que Villa Lewaro, que custou US$ 250.000 para construir, se tornasse um local de encontro para líderes comunitários e inspirasse outros afro-americanos a perseguir seus sonhos. Ela se mudou para a casa em maio de 1918 e organizou um evento de abertura para homenagear Emmett Jay Scott, na época o Secretário Assistente de Assuntos Negros do Departamento de Guerra dos EUA.
Walker tornou-se mais envolvida em questões políticas após sua mudança para Nova Iorque. Ela deu palestras sobre questões políticas, econômicas e sociais em convenções patrocinadas por poderosas instituições negras. Entre seus amigos e associados estavam Booker T. Washington, Mary McLeod Bethune e W. E. B. Du Bois. Durante a Primeira Guerra Mundial, Walker foi um líder no Círculo de Ajuda à Guerra do Negro e defendeu o estabelecimento de um campo de treinamento para oficiais do exército negro. Em 1917, ingressou no comitê executivo do capítulo de Nova Iorque da Associação Nacional para o Progresso de Pessoas de Cor (NAACP), que organizou a Parada do Protesto Silencioso na Quinta Avenida de Iorque. A manifestação pública atraiu mais de 8 000 afro-americanos para protestar contra uma revolta no leste de Saint Louis que matou 39 afro-americanos.
Os lucros de seus negócios impactaram significativamente as contribuições de Walker aos seus interesses políticos e filantrópicos. Em 1918, a Associação Nacional de Clubes de Mulheres de Cor (NACWC) honrou Walker por fazer a maior contribuição individual para ajudar a preservar casa Anacostia de Frederick Douglass. Antes de sua morte em 1919, Walker prometeu US$ 5 000 (o equivalente a US$ 77 700 em 2019) ao fundo anti-linchamento da NAACP. Na época, era o maior presente de um indivíduo que a NAACP já havia recebido. Walker entregou quase US$ 100 000 a orfanatos, instituições e indivíduos; ela direcionará dois terços dos lucros líquidos futuros de seus bens para caridade.

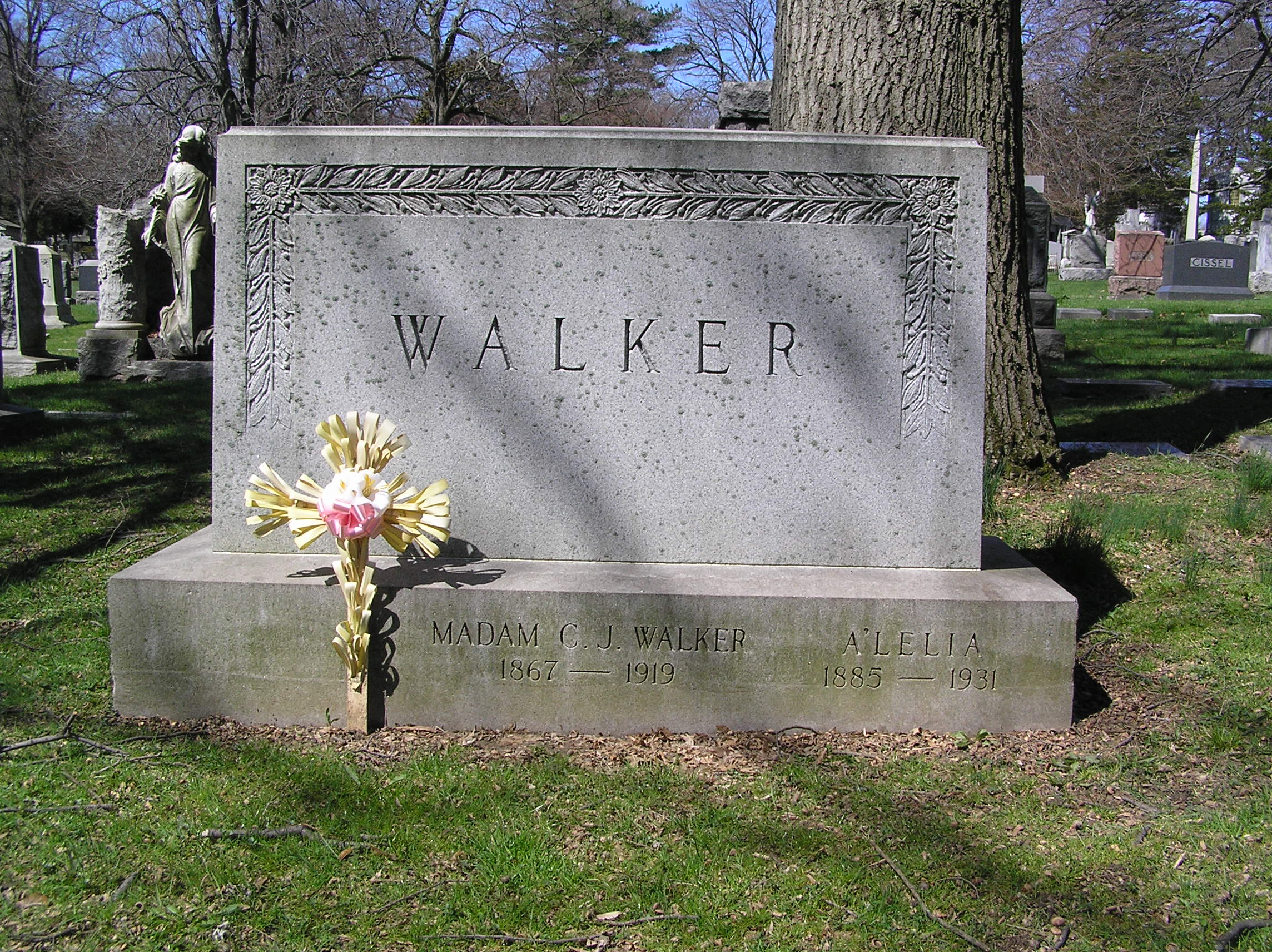
O túmulo de Madam C. J. Walker.

## Morte e legado
Walker morreu em 25 de maio de 1919, por insuficiência renal e complicações da hipertensão, aos 51 anos. Os restos de Walker estão enterrados no cemitério de Woodlawn, no Bronx, Nova Iorque.
No momento de sua morte, Walker era considerada a mulher afro-americana mais rica da América. De acordo com o obituário de Walker no The New York Times, "ela disse a si mesma há dois anos [em 1917] que ainda não era milionária, mas esperava que fosse algum tempo, não que quisesse o dinheiro para si mesma, mas para o bem que poderia fazer com isso." O obituário também observou que, no mesmo ano, sua mansão de US$ 250.000 foi concluída nas margens do Hudson em Irvington. Sua filha, A'Lelia Walker, tornou-se presidente da Madam C. J. Walker Manufacturing Company.
Os documentos pessoais de Walker são preservados na Sociedade Histórica de Indiana, em Indianápolis. Seu legado também continua através de duas propriedades listadas no Registro Nacional de Lugares Históricos: Villa Lewaro, em Irvington, Nova Iorque, e o Madam Walker Legacy Center, em Indianápolis. Villa Lewaro foi vendida após a morte de A'Lelia Walker a uma organização fraterna chamada Companheiros da Floresta na América em 1932. A casa foi listada no Registro Nacional de Lugares Históricos em 1979. O National Trust for Historic Preservation designou a empresa privada propriedade de um tesouro nacional. O prédio da sede da Walker Manufacturing Company em Indianápolis, renomeado Madame Walker Theatre Center, inaugurado em dezembro de 1927; incluía os escritórios e a fábrica da empresa, além de teatro, escola de beleza, cabeleireiro e barbearia, restaurante, farmácia e salão de baile para a comunidade. O edifício foi listado no Registro Nacional de Lugares Históricos em 1980.
Em 2006, a dramaturga e diretora Regina Taylor escreveu Os Sonhos de Sarah Breedlove, contando a história das lutas e do sucesso de Walker. A peça estreou no Teatro Goodman em Chicago. A atriz L. Scott Caldwell fez o papel de Walker.
Em 4 de março de 2016, a Sundial Brands, uma empresa de cuidados com a pele e cabelos, lançou uma colaboração com a Sephora em homenagem ao legado de Walker. O lançamento, intitulado "Madam C. J. Walker Beauty Culture", compreendeu quatro coleções e focou no uso de ingredientes naturais para cuidar de diferentes tipos de cabelo.

### Série de TV
Em 2020, a atriz Octavia Spencer se comprometeu a interpretar Walker em uma série de TV baseada na biografia de Walker de A'Lelia Bundles, tataraneta de Walker. A série chama-se Self Made: Inspirada na vida de Madam C. J. Walker.

### Documentário
Madam Walker é apresentada no documentário de Stanley Nelson, 1987, Dois Dólares e um Sonho, o primeiro tratamento cinematográfico da vida de Walker. Como neto de Freeman B. Ransom, advogado de Madam Walker e gerente geral da Walker Company, Nelson teve acesso aos registros comerciais originais da Walker e ex-funcionários da Walker Company que ele entrevistou durante os anos 80. Madam Walker também é apresentada no documentário de 2019 da Bayer Mack, No Lye: An American Beauty Story, que narra a ascensão e o declínio da indústria de beleza étnica de propriedade dos negros.

## Homenagens
Várias bolsas e prêmios foram nomeados em homenagem a Walker:
- Os prêmios de reconhecimento empresarial e comunitário Madam C. J. Walker são patrocinados pela Coalizão Nacional das 100 Mulheres Negras, capítulo Oakland / Bay Area. Um almoço anual homenageia Walker e premia mulheres de destaque na comunidade com bolsas de estudo.[23]
- Os Spirit Awards patrocinaram o Madam Walker Theatre Center, em Indianápolis. Estabelecidos como uma homenagem a Walker, os prêmios anuais homenageiam líderes nacionais em empreendedorismo, filantropia, engajamento cívico e artes desde 2006. Os prêmios apresentados a indivíduos incluem o Madame C. J. Walker Heritage Award, além de prêmios para jovens empreendedores e legados.[24]

Walker foi introduzida no National Women’s Hall of Fame em Seneca Falls, Nova Iorque, em 1993. Em 1998, o Serviço Postal dos EUA emitiu um selo comemorativo de Madam Walker como parte de sua Série Black Heritage.

## Ligações Externas
- Madam C. J. Walker (em inglês) no Find a Grave [fonte confiável?]